# عمر هاني
عمر هاني إسماعيل الزيدية هو لاعب كرة قدم أردني في مركز الجناح ولد في يوم 27 يونيو 1999 في الزرقاء. يلعب حالياً مع نادي أبويل القبرصي وسبق له اللعب مع نادي الفيصلي. لعب مع منتخب الأردن تحت 23 سنة.